# 奧浩哉
奧浩哉（1967年9月16日—），日本漫畫家，受到过大友克洋和池上辽一的影响，代表作為《殺戮都市》。在出道作《變》的连载中，以筆名久遠 矢広創作，该作品准入选《YOUNG JUMP》青年漫画大赏。作者的風格偏向殺戮形式，多部作品以殺戮點出人生的意義。

## 作品
- 《變[HEN]》（1992年－1995年）
- 《HEN》（1995年－1997年）《變[HEN]》的續篇
- 《01 ZERO ONE 虛擬戰爭（日语：01 ZERO ONE）》（1999年－2000年）全3冊；尖端出版代理
- 《殺戮都市》（2000年－2013年）全37冊；尖端出版/文化傳信代理
- 《忘憂草的溫柔》（2006年－2007年）全3冊；尖端出版代理
- 《犬屋敷》（2014年－2017年）全10冊；尖端出版/玉皇朝代理
- 《GIGANT》（2018年－2021年）全10冊；尖端出版/玉皇朝代理

## 外部連結
- 奧浩哉的X（前Twitter） （日語）

1. ↑  奥浩哉の「いぬやしき」特集、山本直樹×奥浩哉の師弟対談（1/4） （页面存档备份，存于） January 14, 2014